# نويل
نويل هي كومونا في مدينة البندقية بإيطاليا. «نويل» جزء من منطقة تُدعى «ميرانيس» وهي تجاور البدات التالية: «ميرانو، سانتا ماريا، سالزانو، سكورز، سبينيا، مارتيلاغو». وتعتبر موطن للفرقة الموسيقية «ثراش ميتال»، وشركة صناعة الدراجات النارية تُدعى «أبيريال»

## المسابقات الرياضية السنوية في إيطاليا
تعتبر إعادة إحياء سنوية لمسابقة أُقيمت في القرون الوسطى في عهد عائلة تُدعى «تيمبيستا»، وبحسب المؤرخين أنه تم الإحتفال بهذه المسابقة لأول مرة في عام 1339 مـ بمناسبة عيد الخمسين، وهو عيد يحتفل به بعد عيد رأس السنة بخمسين يو ًما.
والقصد من إقامة هذه المسابقة في مدينة نويل بالأصل هو إحياء ضم المدينة «نويل» لمدينة أخرى تُدعى «تريفيزو».
حال ًيا تُقام هذه المسابقة في شهر يونيو خلال فترة عيد الخمسين، ويشارك فيها فرق مختلفة قادمة من مناطق مجاورة مثل منطقة «باستيا وسيرفا ودراغو وجورجيو» ووفقًا للعادات والتقاليد فإنه يتم منح جائزة للفريق الفائز بهذه المسابقة وهي ستارة من تصميم الفنانين المحليين للمنطقة.